# Código Civil de Chile
El Código Civil de la República de Chile es el cuerpo legal que regula sustancialmente las materias jurídicas civiles en Chile. Fue obra del jurista venezolano Andrés Bello, y fue promulgado por Ley el 14 de diciembre de 1855, durante el gobierno del presidente Manuel Montt. Se dispuso que el Código entrara en vigor el 1 de enero de 1857. Compuesto, en principio, por 2524 artículos y un artículo final, divididos en cuatro libros, tiene actualmente 2419 disposiciones vigentes.
Este código es una de las obras legislativas chilenas con mayor influencia en América Latina. Durante su extenso periodo de vigencia ha sido modificado de manera sustancial en materias de familia y sucesión. El Código de Bello tuvo gran influencia en la codificación civil de Latinoamérica. Llegó a ser copiado, casi íntegramente, por Ecuador, El Salvador, Nicaragua (donde aún rige el texto original con adaptaciones), Honduras, Colombia y Panamá.

## Antecedentes

### Legislación previa
En las Indias, territorio que comprendía gran parte de América, incluido el de la actual República de Chile, durante el dominio español, rigió en una primera época el Derecho proveniente de España, de acuerdo al principio de Derecho común según el cual en las tierras ganadas se aplicaba el derecho del conquistador o descubridor.
Leyes aplicadas en Indias antes de la Independencia:
1. Novísima Recopilación
2. Nueva Recopilación
3. Leyes del Estilo
4. Leyes de Toro
5. Fuero Real
6. Fuero Juzgo
7. Siete Partidas

En virtud de lo anterior, las disposiciones legales provenientes de España, se trasplantaban íntegramente en los territorios conquistados, y de manera automática. Con el paso del tiempo, y el desarrollo de la vida en el nuevo continente se hizo necesario dictar leyes exclusivas para el territorio, debido a la diversidad y diferencia de las tierras en todo aspecto. El sistema automático de transferir el derecho desde España cesa en 1614, época en la cual se exige la autorización del Consejo de Indias para que las leyes que regían en España fueran aplicables en Las Indias.
La Corona española también dictó leyes especiales para el nuevo territorio descubierto, conocidas como Leyes Indianas Metropolitanas, constituyendo estas, la legislación especial para Indias.
El derecho que se aplicaba en Chile al iniciarse el periodo de Independencia tomará en siguiente orden de prelación:
1. Las Pragmáticas, ordenanzas y demás Decretos del Rey comunicados por el Consejo Real de Indias desde el 18 de mayo de 1680.
2. La Recopilación de las Leyes de Indias, promulgada por el rey Carlos II de España el 18 de mayo de 1680.
3. La Novísima Recopilación de las leyes de España, publicada en 1805.
4. Las Leyes del Estilo.
5. El Fuero Real, publicado el 1255, compuesto por Alfonso X.
6. El Fuero Juzgo.
7. Las Siete Partidas del rey Alfonso X.

A estas leyes españolas se sumaron las Leyes patrias, dictadas desde el inicio de la Independencia de Chile en 1810, hasta la promulgación de los primeros códigos nacionales. Las Leyes patrias, dictadas por las autoridades chilenas se referían a puntos específicos y particulares, y se limitaban a suplir o modificar las leyes españolas.
Un ejemplo de esta legislación, en materia civil, es la Ley de matrimonio de disidentes que a partir del gobierno de Manuel Bulnes liberó a los no católicos para celebrar sus nupcias de acuerdo a este credo, la cual se dictó en 1844, marcando el inicio de la constitución del matrimonio por parte de un organismo del Estado.

### Intentos previos
Los anteproyectos del Código Civil chileno fueron:
- Proyecto de 1833:[11] El diputado Manuel Camilo Vial, presentó en 1833 un proyecto únicamente a la codificación del derecho civil, el cual consistía en compilar las leyes existentes en los Códigos que rigen vertiendo solamente la parte dispositiva de ellos en un lenguaje sencillo y conciso, además de añadir las reglas que suministren los glosadores y tratadistas más acreditados para suplir lo que en ellas falte, y citando al fin de cada artículo la fuente de donde hubiesen sido tomadas.[2] La tarea sería efectuada por una comisión, nombrada por el Gobierno, la que, con aprobación de éste, distribuiría entre sus miembros los libros y títulos del código que deberían recopilar (arts. 1° y 2°) y, una vez concluido, sería pasado por el Gobierno, para su sanción, al Congreso, acompañado de las reformas y mejoras que la misma comisión hubiere sugerido. Por aquella misma época don Andrés Bello iniciaba en la soledad de su gabinete, y sin ayuda oficial alguna, la redacción de un proyecto de código civil. Había tomado como punto inicial la materia relativa a la sucesión por causa de muerte por estimar que era ésta la parte más defectuosa de nuestra legislación civil.
- Proyecto de 1841-1845:[12] Tomando como base el primer proyecto de la Constitución Política de la República, se empieza a estudiar ésta, bajo la responsabilidad de la comisión bicameral del Congreso, que fue instituida por la ley vigente el año 1840 (específicamente el 10 de septiembre) con el objeto de establecer la "Codificación de las Leyes Civiles", creando un nuevo cuerpo; ordenado y más completo, eliminando lo superfluo y pugne de las instituciones republicanas del Estado, y dirimiendo los puntos controvertidos para los intérpretes del derecho. Esta comisión bicameral estaba compuesta por los senadores Andrés Bello y Mariano Egaña, y los diputados Manuel Montt, Ramón Irarrázaval y Juan Manuel Cobo.
- Proyecto de 1847:[13] Luego de los resultados establecidos por los comentarios y revisiones de la comisión bicameral hacia el proyecto anterior (1841-1845), Andrés Bello de forma autónoma y unilateral, crea una armonización e incorporación de dichas propuestas al Proyecto presentado anteriormente a la comisión, el resultado de este trabajo fueron dos cuadernillos; el primero en el año 1846 que trata sobre sucesiones y el segundo en el año 1847 que trata sobre contratos y obligaciones convencionales.
- Proyecto de 1853:[13] En este proyecto se logra obtener una codificación más sólida, con una correlación numérica acerca del articulado y de los títulos del código. Cabe destacar que este proyecto es, en su gran mayoría, creación autónoma de Andrés Bello.
- Proyecto Inédito:[10] En este proyecto inédito, el proyecto del año 1853 es presentado en una comisión presidencial, la cual fue conocida como "Comisión revisora de juristas y magistrados". El presidente de ésta, fue el primer mandatario Manuel Montt. En este proyecto trabajaron Andrés Bello, Manuel José Cerda y Ramón Irarrázaval, ambos jueces de la Corte Suprema; Diego Arriarán, Antonio García Reyes y Manuel Antonio Tocornal, todos miembros de la Facultad de leyes de la Universidad de Chile; y Alejo Valenzuela, juez de la Corte de Apelaciones de Santiago. José Gabriel Ocampo, futuro redactor del Código de Comercio de Chile, y José Miguel Barriga, juez de la Corte de Apelaciones de Concepción, fueron integrados después.

## Génesis
La propuesta de codificación nació en Chile conjuntamente con la emancipación política, debido, principalmente, a que la legislación española que se aplicaba era anacrónica y confusa. En el ámbito civil hubo numerosos intentos para lograr la dictación de un código; pero, por una u otra causa, todos quedaron frustrados hasta que Andrés Bello participó en las comisiones legislativas y además trabajó en forma privada en un proyecto personal de Código Civil para Chile.
Como todo cuerpo legal de una nación independiente, este debe ser propuesto por sus autoridades de gobierno. En el caso de Chile, Bernardo O'Higgins en su calidad de Director Supremo del Estado, mediante un mensaje dirigido a la Convención Preparatoria el 23 de julio de 1822, recomendó la redacción de un Código Civil, en el cual se adoptarán los cinco Códigos Napoleónicos. Pero, dicho mensaje no fue acogido.
Otro intento codificador se presentó a través de un mensaje al Senado, del vicepresidente Fernando Errázuriz y redactado por Juan y Mariano Egaña el 8 de julio de 1831, en el cual se proponía que el proyecto fuera redactado por un literato de recomendada experiencia. Este documento fue contestado por la Cámara de Diputados de forma pronta, el 29 de julio del mismo año, en el que se expresaba el deseo de la revisión del antiguo derecho. Ello importó nuevos problemas, puesto que desatendía de la idea de codificación, tal como expresa el diputado Camilo Vial en el artículo 4° de proyecto:

Los encargados de este trabajo se limitarán a compilar las leyes existentes en los códigos que rigen, vertiendo solamente la parte dispositiva de ella en un lenguaje sencillo y conciso...

Cabe destacar, que el proyecto fue rechazado en 1834 por la Cámara de Diputados, ya que se temía una reforma radical del derecho vigente. Por eso, Andrés Bello había dado a conocer su pensamiento sobre el tema, en un artículo publicado en el periódico chileno El Araucano el 28 de junio de 1833. Allí expone que la codificación es una mera consolidación del derecho vigente, de modo ordenado y metódico en un libro único y selecto, y no una reforma de él.
En el año 1840 se creó una comisión mixta para la codificación, y después, en el año 1841, se creó una junta revisora del mismo proyecto que fueron refundidas en el año 1845, sin mucho éxito ya que se paralizaron sus labores.
Mientras tanto, Andrés Bello trabajaba personalmente en la codificación del Código Civil, por lo cual, una vez concluido en 1852, se designó el mismo año una comisión para revisar el proyecto, la que celebró más de trescientas sesiones, de las cuales no se conservan actas, pero terminó su tarea en el año 1855.
El Presidente de la República, en ese entonces, Manuel Montt lo presentó al conocimiento del Congreso Nacional, acompañado de un mensaje redactado por el propio Andrés Bello, el 22 de noviembre de 1855.

### Fuentes

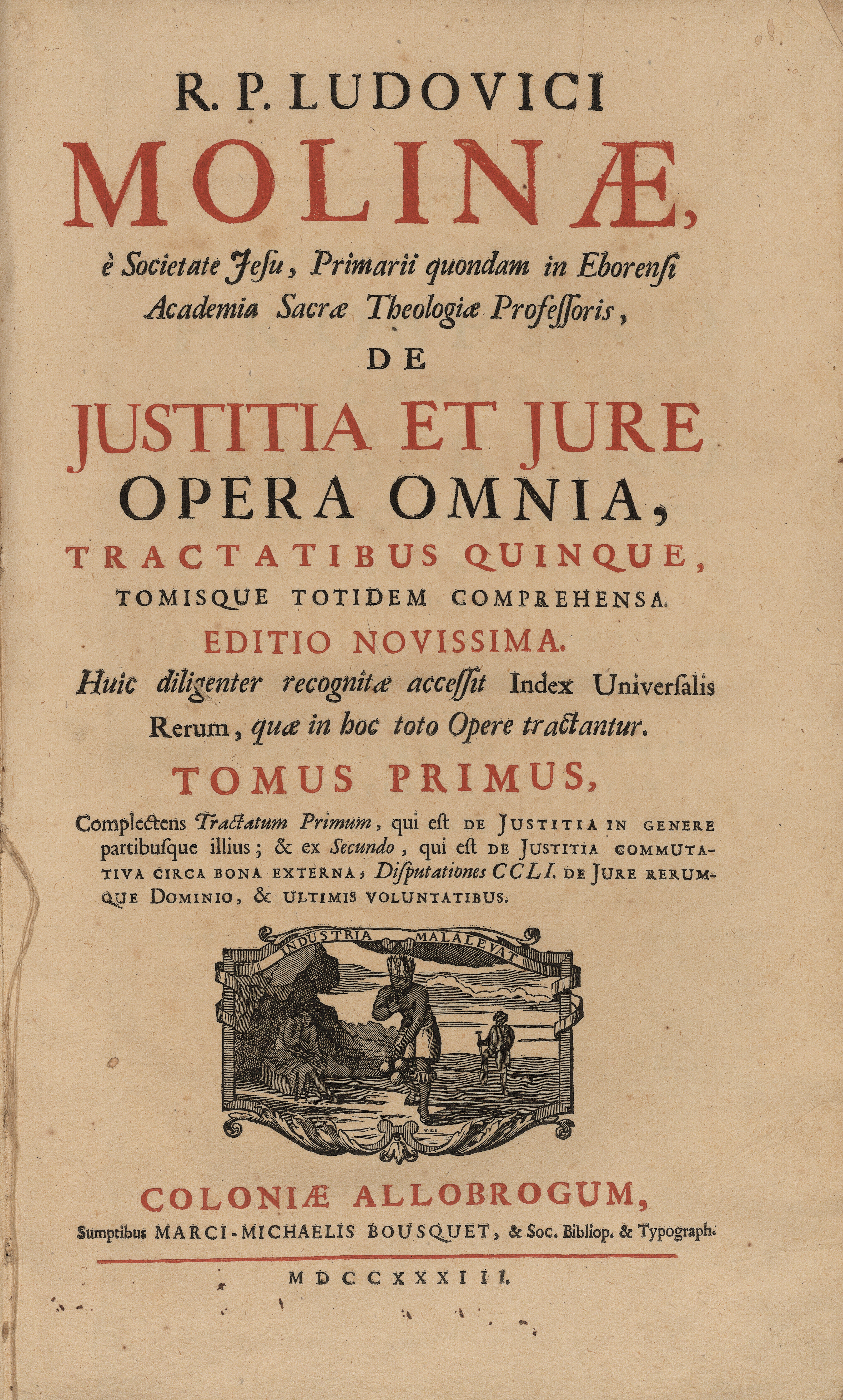
De iustitia et iure, 1733

### Proyecto Definitivo
Tras largos años de trabajo (oficialmente con la ayuda de varias comisiones, pero en la práctica actuando en forma solitaria), Andrés Bello entregó el proyecto de Código Civil al Presidente de la República Manuel Montt en el año 1855.

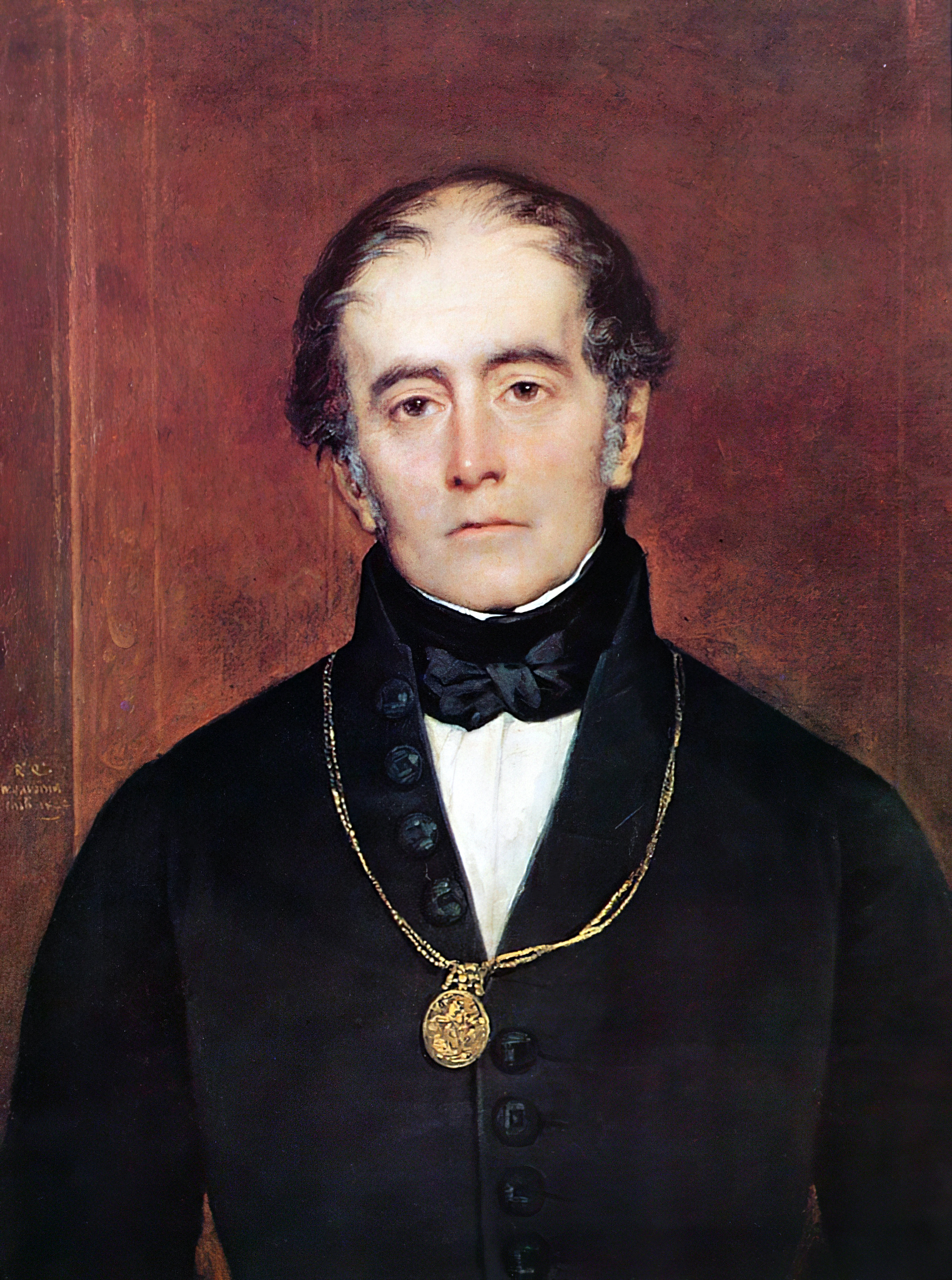
Retrato de Andrés Bello realizado por Raymond Monvoisin.

### Tramitación en el Congreso Nacional
Se envía el proyecto concluido al congreso el 22 de noviembre de 1855, con un mensaje que había sido redactado por el propio Bello y en el cual se pedía la adopción del Código, luego de destacarse latamente sus principales características e innovaciones sobre la legislación vigente.
A través del mensaje que envía el presidente de la República, Manuel Montt, al congreso para recomendar la adopción del Proyecto de Código Civil, el 22 de noviembre de 1855, ambas cámaras deciden aprobar dicho texto. El Senado lo aprobó por unanimidad el 28 de noviembre, la cámara de Diputados lo hizo el 1 de diciembre del mismo año y, el Consejo de Estado el 13 de diciembre, todos ellos en 1855.
El proyecto final aprobado por el Congreso fue intervenido por Andrés Bello con motivo de eliminar y corregir los errores que contuviese. No obstante, Bello fue más allá y realizó reformas sustantivas, incluso más allá de las aprobadas por el Congreso.
Es promulgado el Código por Ley de 14 de diciembre de 1855, y en ella se dispone que comenzará a regir el 1° de enero de 1857.

#### Mensaje
El mensaje señala que la creación de un Código surge como una acción necesaria e imperativa de las sociedades modernas y más civilizadas, para regular, dar consistencia y armonía “en relación con las formas vivientes del orden social”. Dentro del mensaje trata los siguientes temas principalmente:

### Promulgación, publicación y entrada en vigencia
El Código Civil de Bello, establece en su articulado su propia entrada en vigencia en el Estado de Chile. Este se encuentra en el Título Final sobre "la Observancia de este Código" correspondiente al artículo 2525 o final. Allí se enuncia que: "El presente Código comenzará a regir el 1° de enero de 1857".
 Cabe destacar que al entrar en vigor, se derogaron todas las disposiciones legales contrarias a este cuerpo legal, como una manera eficaz de promover su cabal cumplimiento.
La primera edición del Código Civil de Chile fue el 31 de mayo de 1856 en Santiago de Chile.
Por la fecha de su dictación oficial, varias de sus disposiciones publicadas han caído en desuso, han sido modificadas o mejoradas por la práctica.

### Estructura original
El Código Civil de Chile quedó dividido en un Título preliminar, cuatro libros y un Título final. El Título preliminar está compuesto por 53 artículos, en los cuales trata la ley, su concepto, su promulgación, obligatoriedad, efectos en el tiempo y el espacio, su derogación e interpretación. En el Libro I trata sobre personas. El Libro II se refiere a los bienes, su dominio, posesión, uso y goce. El Libro III trata la sucesión por causa de muerte, y de las donaciones entre vivos. El Libro IV se refiere a las obligaciones en general y a los contratos. Por último, en el Título Final se tratan conjuntamente las prescripciones adquisitiva y extintiva.
- Presunción de muerte: De acuerdo a este tema el legislador se refiere puntualmente al desaparecimiento, y concorde a esto último, como se ha disminuido el tiempo de la posesión provisoria, es decir la tenencia de los bienes del desaparecido en manos de los herederos abintestato, que termina frecuentemente con la reaparición del ausente. Y sobre la base de esto, y de acuerdo al punto de vista del legislador, las posesiones provisorias embarazan las circulaciones y mejora de bienes, por lo tanto no deben durar más de lo necesario.[24]

- Familia: En lo referente a la potestad marital, el legislador señala un beneficio en pro de la mujer respecto de la separación de bienes. Se han dado garantías eficaces de la conservación de los bienes raíces de la mujer en manos del marido.

Señalando a la filiación, hace una mención de aquellos casos en que es legítima, es decir, hijos legítimos concebidos en matrimonio verdadero o putativo. Nos habla sobre el aspecto voluntario por parte de los padres, que quieren legitimar por escritura a los hijos que quieran. Pero además también este aspecto podría llevarse a cabo por parte de los hijos en caso de no asociarse a la condición de un padre de mala fama y perversas costumbres. En esta materia, se ha seguido al Código Francés.
- Bienes: Concerniente a este tópico se habla sobre la tradición del dominio de bienes raíces o inmueble y de los derechos reales constituidos en ella, exceptuando las de servidumbre.

También habla sobre los tipos de posesión, la regular, es decir, aquella adquirida sin violencia o clandestinidad con justo título y buena fe. En caso de la irregular, es aquella que carece de todo lo anterior.
Otro subtema tratado es de la sustitución fideicomisaria que, en palabras de legislador, se conserva con motivo de que se considera como una emanación del derecho de propiedad, pues todo propietario puede hacer lo que desee con aquello que esté en su propiedad. Pero se establecen límites como que se prohíbe dos o más: usufructos, fideicomisos sucesivos, por motivo de que se estanca la circulación de bienes.
- Sucesión Intestada: Pertinente a este tópico se nos habla que es el que más se aparta del proyecto. Trata sobre temas como, que al cónyuge sobreviviente que carece de lo necesario para su congrua sustentación, se le asegura una no corta porción del Patrimonio y el cónyuge posee los mismos derechos que los hijos naturales.[24]

Como referencia el Código Civil de Andrés Bello se ve más influenciado principalmente por el orden que posee las Instituciones de Justiniano, que por el Código Civil francés y el Código Austriaco, que eran los dos grandes modelos recientes.

## Contenido del Código

### Contenido
En la actualidad, el Código Civil de Chile, se estructura de la siguiente manera:
| Título                                                                               | Artículos        | Tema |
| ------------------------------------------------------------------------------------ | ---------------- | --- |
| Título Preliminar                                                                    | Art. 1 – 53      | Dentro del Código Civil de Andrés Bello, en su principio, es posible ver la existencia de este Título Preliminar relativo a problemas de la ley en general y su interpretación. Está compuesto por 53 artículos (a diferencia de los 6 del Código Napoleón). La interpretación de la ley, se puede detectar en el artículo 24, referido, al espíritu general de la ley y a la equidad natural. Es importante señalar que Andrés Bello pensaba en la equidad como Naturalis Ratio, es decir, como un elemento de interpretación del Derecho o como una solución definitiva para casos particulares, la que se concreta en los principios generales en el Corpus Iuris Civilis, que es la Ratio Scripta, la razón una y ninguna otra. Además trata de otros tópicos en sus artículos, como el concepto de la ley, su promulgación, la obligatoriedad, su derogación, su interpretación y sus efectos en el tiempo y espacio. Define también conceptos de uso frecuente en las leyes como: el parentesco y la representación legal; el dolo, la culpa, la fuerza mayor, la caución y las presunciones; y referidas a estas últimas como cuantificar sus plazos. |
| Libro Primero: "De las personas".                                                    | Art. 54 – 564    | Trata fundamentalmente de las Personas Naturales, así como también las Personas Jurídicas, su nacimiento y su correspondiente extinción, siendo el primer código que trata sistemáticamente acerca de ellas. Al referirse acerca de las personas naturales, trata también del matrimonio (modificado recientemente por una Ley de Matrimonio Civil) y sus efectos en la persona de los cónyuges. Reglamenta también acerca del derecho de familia, de la filiación legítima, natural e ilegítima, de la autoridad paterna, de la patria potestad, del derecho de alimentos, el estado civil, del domicilio, de los tutores y curadores, completando lo que el Código Francés ya había señalado en sus materias. Desde 1991 en adelante esta sección ha sido modificada profundamente con el fin de actualizar las instituciones centenarias del Código a la realidad del Chile moderno. Nuestro código fue también uno de los primeros en establecer la presunción de muerte por desaparecimiento. |
| Libro Segundo: "De los bienes y de su dominio, posesión, uso y goce".                | Art. 565 – 950   | Este libro estructura los lineamientos básicos acerca de la propiedad. Empieza por clasificar los bienes, para ocuparse luego del dominio, de los bienes nacionales, de los modos de adquirir y de las limitaciones de aquel, entre las cuales admite el usufructo, los derechos de uso y de habitación, el fideicomiso y las servidumbres prediales. Los últimos títulos de este Libro están destinados a la reivindicación y a las acciones posesorias. En esta materia, referida al libro II en su totalidad, se aísla del Código Civil Francés pues, siguiendo la tradición romanística y las opiniones de Robert Joseph Pothier, el dominio y demás derechos reales se adquieren a través de los modos de adquirir. La tradición común del dominio de bienes raíces y de los gravámenes constituidos en ellos se efectúa a través de la inscripción en un Conservador de Bienes Raíces (Chile). |
| Libro Tercero: "De la sucesión por causa de muerte y de las donaciones entre vivos". | Art. 951 – 1436  | Este es el libro más antiguo del Código Civil Chileno, siendo redactado por Andrés Bello alrededor del año 1835. Regula, como su dominación lo indica, todo lo relacionado con las sucesiones, principalmente de la sucesión por causa de muerte y las donaciones entre vivos. Regla además de la sucesión intestada, de los testamentos, de las asignaciones testamentarias, de las asignaciones forzosas, de las acciones de petición de herencia y de reforma del testamento, de la apertura de la sucesión y de su aceptación y repudiación, del beneficio de inventario, de la herencia yacente, de los albaceas, de la partición de bienes, del pago de las deudas, hereditarias y testamentarias y del beneficio de separación. Pese a que su autor era favorable a un régimen sucesorio libre (la posibilidad de repartir la herencia), sus normas se basaron en el derecho sucesorio castellano, modificado en aspectos centrales como la eliminación de la primogenitura y los mayorazgos, y la no discriminación en razón del sexo. |
| Libro Cuarto: "De las obligaciones en general y de los contratos".                   | Art. 1437 – 2524 | Es la parte más cercana al Código de Napoleón se encuentra en esta área. Aquí se regula la forma de manifestar la voluntad en el campo del derecho y todas sus condicionantes (todos los vicios de los que pueda adolecer), establece el objeto y la causa del acto jurídico y los medios para dar validez a la voluntad. Se regula los principales contratos utilizados en la vida común (arrendamiento, compraventa, permuta, etc.), los efectos de estos, sus causales de nulidad. Trata también, de las diferentes clases de obligaciones; del efecto de ellas; de los modos de extinguirlas (pago efectivo, novación, remisión, etc.); de su prueba; de las convenciones matrimoniales y de la sociedad conyugal, que forman parte del régimen de la familia; de las diversas clases de contratos (compraventa, arrendamiento, sociedad, etc.); de los cuasicontratos; de los delitos y cuasidelitos civiles; de la fianza; de la prenda; de la hipoteca; de la anticresis; de la transacción; de la prelación de créditos, y cierra el texto con la institución de la prescripción (que hace de iure situaciones de hecho prolongadas en el tiempo).   |
| Título Final: "De la observancia de este Código".                                    | Artículo Final   | Indica que el Código comenzará a regir desde el 1 de enero de 1857, y deroga en esa fecha todas las leyes preexistentes sobre todas las materias tratadas en él. Excepto en materia de prueba de obligaciones, procedimientos judiciales, confección de instrumentos públicos y deberes de los ministros de fe, ya que se entienden derogadas solo las disposiciones contrarias al Código. |

### Principios fundamentales
Los principios fundamentales que se pueden elaborar en forma inductiva, a partir del raciocinio implícito en diversas normas. Este proceso se denomina de determinación.
| Principios                           | Descripción |
| ------------------------------------ | --- |
| Autonomía de la voluntad             | Voluntad se define como el querer propio. Se origina del ánimo de poder decidir, por lo que atiende a la interioridad de la persona, que cobra importancia en materia civil al momento de contraer una obligación. El Código Civil la utiliza en diversas materias, como por ejemplo, en materia contractual. Son los mismos individuos quienes dictan sus propias normas para regular sus relaciones privadas. Del concepto de obligación se desprenden tres conceptos claves que son: Voluntad, Delito y Ley. Para el derecho Civil la pura manifestación de la voluntad basta para obligarse con otro. Existen ciertas limitaciones a la autonomía de la voluntad, dentro de ellas encontramos: 1. Esta limitación posee dos aspectos; uno atiende a que el acto voluntario no puede trasgredir la ley y otro que el acto voluntario no puede hacer dejación de aquellos derechos que la ley declara irrenunciables. Esto se puede observar claramente en el artículo 1445 del Código Civil en el que establece que "Todo acto o declaración de la voluntad debe tener un objeto lícito y una causa lícita", mientras que en el artículo 12 dispone expresamente "No pueden renunciarse los derecho conferidos por las leyes si está prohibida su renuncia". 2. Protección del orden público y las buenas costumbres. Entendiendo por orden público, todo aquello que está conforme al espíritu general de la legislación; que se refiere el artículo 24 del Código Civil. Con relación a las buenas costumbres, corresponde a los usos y costumbres que la sociedad considera; en un momento dado, como normas básicas de convivencia social. Es un concepto que cambia de sociedad en sociedad con el transcurso del tiempo. 3. Protección de los derechos legítimos de terceros. Se traduce en que solo se pueden renunciar a los derechos individuales mas no a los derechos que posea un tercero. El ejemplo más claro se observa en el artículo 12 que establece "Que pueden renunciarse los derechos que solo miren al interés individual del renunciante. 4. Atiende a las Buenas Costumbres, entendidas como los usos y costumbres que la sociedad considera en un momento dado como normas básicas de convivencia social. |
| Protección a la buena fe             | Atiende a la protección de la buena fe y al castigo de la mala fe. Se encuentra expresado en todo el Código Civil, de manera abstracta. Bajo el concepto de buena fe se agrupan dos conceptos distintos; el estar de buena fe; como una actitud mental, relativo a ignorar que se perjudica el interés ajeno, no tener conciencia de obrar contra Derecho, o de tener un comportamiento contrario a él. El actuar de buena fe, dice relacíón con la fidelidad a un acuerdo concluido. Se hace necesario el estado de conciencia de la buena fe, así como también la realización de dicha conducta. Por otro lado la mala fe consistiría en el conocimiento que se causa un daño a otro. La buena fe tiene dos aspectos: 1. Aparece como una actitud mental, que consiste en ignorar que se perjudica un interés ajeno o no tener conciencia de obrar contra derecho, de tener un comportamiento contrario a él. En definitiva, se lo entiende como un estado de conciencia en un momento determinado. 2. El otro aspecto consiste en la fidelidad a un acuerdo concluido o, dentro de círculo obligatorio, observar la conducta necesaria para que se cumpla en la forma comprometida la expectativa ajena. En definitiva, es la realización de una conducta. |
| Sanción al enriquecimiento sin causa | Es aquel que no tiene un motivo jurídico válido para haberse producido. Es necesario, que el enriquecimiento de un patrimonio corresponda al empobrecimiento de otro en un fenómeno no necesariamente equivalente, pero si correlativo. Pero esta acción subsidiaria tiene un doble límite, ya que no podrá ser superior al empobrecimiento sufrido por el actor ni tampoco al enriquecimiento del demandado. Para este tipo de enriquecimiento se necesita una causa real y licita (por causa se entiende el motivo que induce el acto o contrato). |
| Responsabilidad                      | Es el deber de asumir las consecuencias de nuestros actos. En materia civil se distingue: 1. Responsabilidad contractual: La que incurren aquellas personas que han incumplido una obligación derivada de un contrato. 2. Responsabilidad extracontractual: Aquella en la que incurren aquellos que dolosa o culposamente han cometido un hecho lícito civil que causa daño a un tercero. Se ha señalado que la ley es un precepto emanado del Estado y que lleva aparejada una sanción; ahora bien, la más general de estas sanciones, ya sea porque se infrinja o no se cumpla un precepto legal, ya sea porque se desarrolle una conducta anti jurídica, es la responsabilidad. Esta responsabilidad puede significar una pena cuando se ha cometido un delito, o bien, indemnizar un perjuicio o resarcir un daño, como sucede en la responsabilidad civil. |

### Características
Entre las cualidades del Código Civil chileno se mencionan:
- Se destaca su método, desarrollado con orden y claridad.
- La precisión y corrección de su lenguaje.
- Objetividad en materia de obligaciones.
- Se adelantó a los códigos de su época en diversas materias:
  - Fija normas fundamentales de derecho internacional privado.
  - Reglamenta las personas jurídicas.
  - Establece la posesión inscrita de los bienes raíces.
- En materia social, en las relaciones jurídicas introdujo principios igualitarios contenidos en normas comunes, justas, claras y asequibles.

## Otras visiones sobre el Código Civil
En la actualidad varios juristas insisten en la necesidad de introducirle profundas modificaciones o derogarlo y reemplazarlo por otro, debido a los profundos cambios experimentados por el derecho en los últimos 150 años.
En el año 2005, se conmemoró el centésimo quincuagésimo aniversario de su promulgación.

## Reformas
- Ley de matrimonio civil, de 16 de enero de 1884.[40]
- Decreto Ley 776, de 22 de diciembre de 1925.[41]
- Ley 4447, establece diversas disposiciones relativas a la protección de menores, de 23 de octubre de 1928.
- Decreto con Fuerza de Ley 178, de 28 de mayo de 1931.[42]
- Ley 5020, de 30 de diciembre de 1931.[43]
- Ley 5521, iguala a la mujer chilena ante el Derecho, de 19 de diciembre de 1934.[44]
- Ley 5750, abandono de familia y pago de pensiones alimenticias, de 2 de diciembre de 1935.
- Ley 6162, modifica los artículos que se indican del Código Civil, del Código de Procedimiento Civil, del Código de Comercio y de la Ley de matrimonio civil, respecto a plazos de prescripción, de 28 de enero de 1938.[45]
- Ley 7612, introduce diversas modificaciones al Código Civil (reduce la mayor edad a los 21 años, suprime la muerte civil, autoriza la separación convencional de bienes durante el matrimonio. etc.), de 21 de octubre de 1943.[46]
- Ley 7.825, modifica el Código Civil en lo referente al pago por consignación, de 30 de agosto de 1944.[47]
- Ley 9.909, fija los textos definitivos del Código de Aguas, de 28 de mayo de 1951.
- Ley 9400, substituye los artículos 6º, 7 y 8º del Código Civil, por los que indica, de 6 de octubre de 1949.[48]
- Ley 10.271, introduce diversas modificaciones en el Código Civil, de 2 de abril de 1952.[49]
- Ley 16282, fija disposiciones para casos de sismos o catástrofes, establece normas para la reconstrucción de la zona afectada por el sismo de 28 de marzo de 1965 y modifica la Ley N° 16.250, de 28 de julio de 1965.
- Ley 16640, reforma agraria, de 28 de julio de 1967.
- Ley 16952, modifica los Códigos Civil, Procedimiento Civil y Comercio y las Leyes de quiebras y de cuentas corrientes bancarias y cheques, en lo que se refiere a plazos de prescripción, 1 de octubre de 1968.[50]
- Ley 17775, modifica artículos 81 y 82 del Código Civil, de 17 de octubre de 1972.[51]
- Decreto Ley 455, fija normas respecto de las operaciones de crédito de dinero, de 25 de mayo de 1974.[52]
- Decreto Ley 1123, sustituye unidad monetaria, de 4 de agosto de 1975.[53]
- Decreto Ley 2416, crea juzgados de letras del crimen, eleva de categoría a los tribunales de menor cuantía que indica y modifica disposiciones que señala del Código Orgánico de Tribunales, Ley Nº 15.231, y otros textos legales, de 10 de enero de 1979.[54]
- Ley 18010, establece normas para las operaciones de crédito y otras obligaciones de dinero que indica, de 27 de junio de 1981.
- Ley 18046, sobre sociedades anónimas, de 22 de octubre de 1981.
- Ley 18565, modifica el Código Civil en materia de espacios marítimos y dicta norma que indica, de 23 de octubre de 1986.
- Ley 18776, dispone adecuación del Poder Judicial a la regionalización del país y fija territorios jurisdiccionales de los tribunales y demás servicios judiciales, de 18 de enero de 1989.[55]
- Ley 18.802, modifica el Código civil, el Código de Comercio y la Ley Nº 16.618, de 9 de junio de 1989.[56]
- Ley 19221, establece mayoría de edad a los 18 años y modifica cuerpos legales que indica, de 1 de junio de 1993.[57]
- Ley 19250, modifica libros I, II y V del Código del Trabajo, artículo 2472 del Código Civil y otros textos legales, de 30 de septiembre de 1993.
- Ley 19335, establece régimen de participación en los gananciales, y modifica el Código Civil, la Ley de Matrimonio Civil, el Código Penal, el Código de Procedimiento Penal y otros cuerpos legales, de 23 de septiembre de 1994.
- Ley 19473, sustituye texto de la Ley N° 4.601, sobre caza, y artículo 609 del Código Civil, de 27 de septiembre de 1996.
- Ley 19585, modifica el Código Civil y otros cuerpos legales en materia de filiación, de 26 de octubre de 1998.
- Ley 19741, modifica la Ley Nº 14.908, sobre abandono de familia y pago de pensiones alimenticias, de 24 de julio de 2001.
- Ley 19903, sobre procedimiento para el otorgamiento de la posesión efectiva de la herencia y adecuaciones de la normativa procesal, civil y tributaria sobre la materia, de 10 de octubre de 2003.
- Ley 19904, modifica los artículos 1.447 del Código Civil y 4º de la Ley de matrimonio civil, respecto de las causales de incapacidad que afectan a los sordomudos que no pueden darse a entender por escrito y a aquellos que de palabra o por escrito no pudieren expresar su voluntad claramente, de 3 de octubre de 2003.
- Ley 19947, establece nueva ley de matrimonio civil, de 17 de mayo de 2004.
- Ley 19968, crea los Tribunales de Familia,30 de agosto de 2004.
- Ley 20030, modifica el Código Civil, en lo relativo a la exigencia de presentación de antecedentes para dar curso a la demanda de reclamación de maternidad o paternidad, y a la valoración de los medios de prueba sobre el particular, de 5 de julio de 2005.
- Ley 20152, introduce diversas modificaciones a la Ley no 14.908, sobre abandono de familia y pago de pensiones alimenticias, de 9 de enero de 2007.
- Ley 20190, introduce adecuaciones tributarias e institucionales para el fomento de la industria de capital de riesgo y continua el proceso de modernización del mercado de capitales, de 5 de junio de 2007.
- Ley 20286, introduce modificaciones orgánicas y procedimentales a la Ley N° 19.968, que crea los tribunales de familia, de 15 de septiembre de 2008.
- Ley 20500, sobre asociaciones y participación ciudadana en la gestión pública, de 16 de febrero de 2011.
- Ley 20577, modifica los plazos sobre muerte presunta y establece normas sobre la comprobación judicial de la muerte.
- Ley 20680, que introduce modificaciones al Código Civil y otros cuerpos legales con el objetivo de proteger la integridad del menor en el caso de que sus padres vivan separados, de 21 de junio de 2013.
- Ley 20720, sustituye el régimen concursal vigente por una ley de reorganización y liquidación de empresas y personas, y perfecciona el rol de la superintendencia del ramo, de 9 de enero de 2014.
- Ley 20830, crea el acuerdo de unión civil, de 21 de abril de 2015.[58]
- Ley 21136, exige que en el Decreto Promulgatorio de la ley conste el nombre de los autores del proyecto cuando se trate de una moción parlamentaria, de 30 de enero de 2019.[59]
- Ley 21264, modifica el Código Civil y la Ley N° 20.830, en el sentido de suprimir el impedimiento de segundas nupcias, de 11 de septiembre de 2020.[60]

- Ley 21334, sobre determinación del orden de los apellidos por acuerdo de los padres, de 14 de mayo de 2021.[61]
- Ley 21389, crea el registro nacional de deudores de pensiones de alimentos y modifica diversos cuerpos legales para perfeccionar el sistema de pago de las pensiones de alimentos, de 18 de noviembre de 2021.[62]
- Ley 21400, sobre modificación de diversos cuerpos legales para regular, en igualdad de condiciones, el matrimonio entre personas del mismo sexo, de 10 de diciembre de 2021.[63]